# تتسویا ماکیتا
تتسویا ماکیتا (انگلیسی: Tetsuya Makita؛ زادهٔ ۷ ژوئن ۱۹۸۴) بازیگر اهل ژاپن است.